# ネット社会と子どもたち協議会
ネット社会と子どもたち協議会（ネットしゃかいとこどもたちきょうぎかい）は、2004年（平成16年）9月8日に設立された協議会。無防備な子供たちをネット社会の危険から守るために個人、各種団体（財団・社団・NPO等）、教育機関（小学校、中学校、高校）、研究機関（大学等）、民間企業、行政など種々な分野の人々が知恵を持ち寄り、情報交換、具体的な提言、実践活動を行っている。協会の開くフォーラムの他、総務省・文部科学省および業界6団体が実施する「e-ネットキャラバン」（インターネットの安心・安全利用に向けた啓発のためのガイダンスのキャラバン）にも、会員の一部が協力している。

## 歴史
- 2004年（平成16年）7月15日：NPOと東京都が連携して、約120名で緊急フォーラムを開催。
- 2004年（平成16年）9月8日：約300名が参加し、緊急提言（素案）を採択し、ネット社会と子どもたち協議会を設立。
- 2006年（平成18年）1月6日：政府のIT戦略本部のIT新改革戦略（案）に対してパブリックコメントを提出し、IT新改革戦略（案）に対する意見集に記載された。
- 2006年（平成18年）4月：総務省、文部科学省および業界6団体（「ネット社会と子どもたち協議会」も協力）によるｅ-ネットキャラバン（「e-ネット安心講座　通信業界キャラバン」）が、1年間に1,000講座を目標に全国で本格実施を開始。